# 청신로 (연천 포천)
청신로(Cheongsin-ro, 靑新路)는 경기도 연천군 청산면 초성리 말뚝고개삼거리에서 포천시 신북면 기지리 신북면행정복지센터앞교차로까지 연결하는 도로이다.

## 주요 경유지
경기도
- 연천군 (청산면) - 포천시 (신북면)

## 노선
| 이름                        | 접속 노선                           | 소재지   | 소재지 | 비고 |
| --------------------------- | ----------------------------------- | -------- | ------ | ---- |
| 말뚝고개삼거리              | 국도 제3호선 (평화로)               | 동두천시 | 소요동 |      |
| 말뚝고개                    |                                     | 동두천시 | 소요동 |      |
|                             | 연천군                              | 청산면   |        |      |
| 청신교차로                  | 연천군                              | 청산면   |        |      |
| 초성과선교                  | 연천군                              | 청산면   |        |      |
| 법수교                      | 연천군                              | 청산면   |        |      |
| 강서교                      | 연천군                              | 청산면   |        |      |
| 직사교                      |                                     | 포천시   | 신북면 |      |
| 종현교                      |                                     | 포천시   | 신북면 |      |
| 원덕둔교                    |                                     | 포천시   | 신북면 |      |
| 사정교                      |                                     | 포천시   | 신북면 |      |
| 새청삼거리                  | 지방도 제379호선 (탑신로)           | 포천시   | 신북면 |      |
| 삼정교                      |                                     | 포천시   | 신북면 |      |
| 하심곡삼거리                | 국도 제87호선 (포천로)              | 포천시   | 신북면 |      |
| 심곡1교                     |                                     | 포천시   | 신북면 |      |
| 심곡2교                     |                                     | 포천시   | 신북면 |      |
| 신평교차로                  | 신평로                              | 포천시   | 신북면 |      |
| 신북초교삼거리              | 청신로2082번길                      | 포천시   | 신북면 |      |
| 신서교사거리                | 청신로2097번길 중앙로461번길        | 포천시   | 신북면 |      |
| 신서교                      |                                     | 포천시   | 신북면 |      |
| 신서교차로                  | 이해조길                            | 포천시   | 신북면 |      |
| 신북면행정복지센터앞 교차로 | 국도 제43호선 (호국로) (아트밸리로) | 포천시   | 신북면 |      |

## 주요건물및 시설
- 청산역 (청신로 72/초성리 441)
- SK에너지 열두개제일 주유소 (청신로 101/초성리 449-3)
- GS25 포천삼정점 (청신로 892/덕둔리 136-3)
- 덕둔리보건진료소 (청신로 896/덕둔리 137-1)